# Tzanata
Tzanata (grec: Τζανάτα) és una petita població de l'illa de Cefalònia (Grècia). Administrativament pertany a la comunitat local de Poros del municipi de Cefalònia, a la perifèria de les Illes Jòniques. L'any 2011 tenia 159 habitants.

## Arqueologia

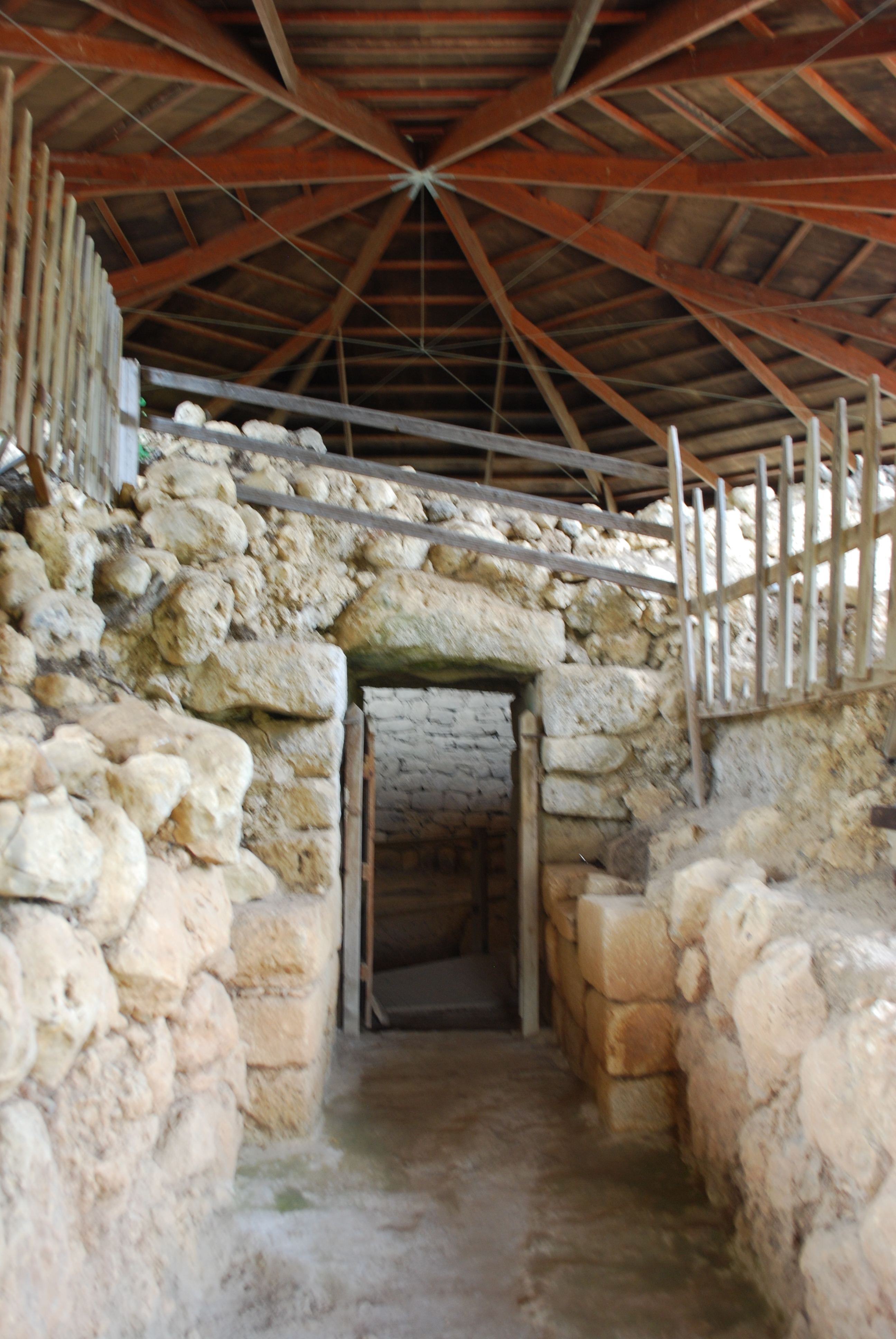
El tolos de Tzanata

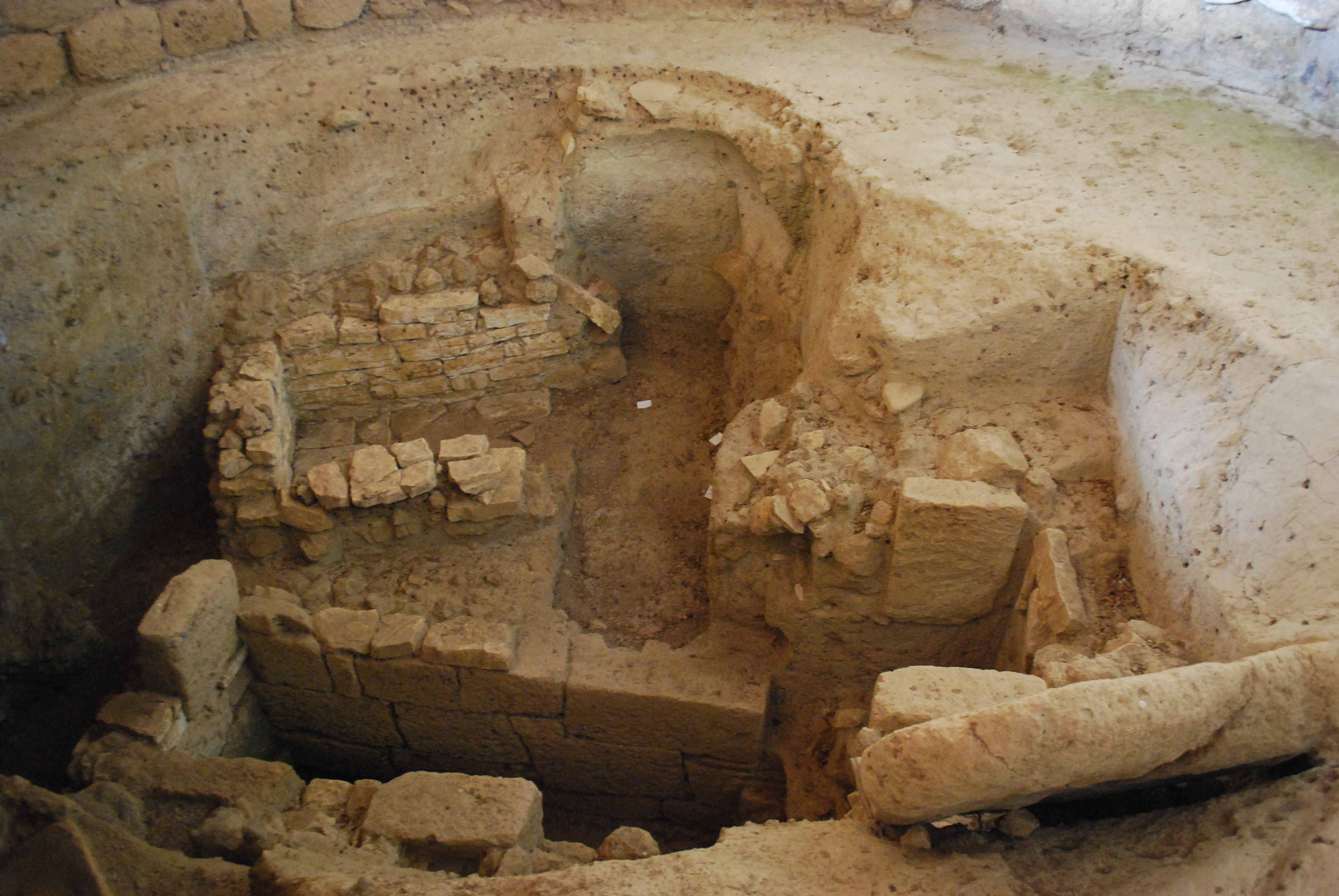
Vista de l'interior del tolos

El 1991 es trobà al turó de Borzi, a prop de Tzanata, el tolos més gran del període micènic fins al moment a les Illes Jòniques. L'excavà entre 1992 i 1994 un equip dirigit per Lázaros Kolonas.
La tomba s'havia construït sobre una tomba anterior més petita que restà destruïda cap al 1350 aC i s'utilitzà gres de la tomba anterior per construir-ne la posterior. El dromos de la tomba és curt i la cambra fa 6,80 m de diàmetre i 3,95 m d'alçada. La part superior de la cúpula s'esfondrà en el període venecià, època en què la construcció s'emprà com a refugi.
La tomba, que probablement contenia les restes d'un governant de l'illa, fou saquejada a l'antiguitat. La feren servir del segle xiv aC ençà. La troballa d'estrígils metàl·lics del segle xi aC indiquen que en aquesta època es retria ací culte als avantpassats o a un heroi.
Prop de la tomba es trobà una estructura rectangular que contenia restes de 72 persones, per la qual cosa sembla que tenia funció d'ossera.
Les troballes de l'aixovar funerari de la tomba i de l'ossera, que inclouen, entre d'altres, ceràmica, figuretes, collarets d'or, grans, un ríton amb forma de banyes de bou, segells de pedra i una destral d'or, es conserven al Museu Arqueològic d'Argostoli.